# Serie A 2013-2014 (tchoukball)
La Serie A 2013-2014 è stata l'8ª edizione del campionato italiano di tchoukball di primo livello, organizzato dalla FTBI. Dopo una stagione il campionato torna a essere giocato a 10 squadre, col ripescaggio del Rovello Seran e l'ammissione del Venegono Fiamme Ossidriche.

## Squadre partecipanti
| Club                       | Città                   | Impianto  | Risultato nella stagione 2012-2013               |
| -------------------------- | ----------------------- | --------- | ------------------------------------------------ |
| Asti Redox                 | Asti                    |           | Quarti classificati                              |
| Bergamo Tchoukball         | Bergamo                 |           | 1º posto in serie B                              |
| Lendinara Celtics          | Lendinara (RO)          |           | 7º posto in regular season                       |
| Los Cornetteros Ferrara    | Ferrara                 |           | Terzi classificati                               |
| Rovello Seran              | Rovello Porro (CO)      |           | Sconfitti ai playout e successivamente ripescati |
| Rovello Sgavisc            | Rovello Porro (CO)      |           | Finalisti                                        |
| Saronno Castor             | Saronno (VA)            | PalaDozio | Campioni d'Italia                                |
| Saronno Pollux             | Saronno (VA)            | PalaDozio | 6º posto in regular season                       |
| Varese Pirates             | Varese                  |           | 5º posto in regular season                       |
| Venegono Fiamme Ossidriche | Venegono Inferiore (VA) |           | 6º posto in serie B                              |

## Stagione regolare

### Calendario

#### 1ª giornata
| Rovello Porro 20 ottobre 2013 | Saronno Castor | 70 – 37 | Saronno Pollux |  |

| Rovello Porro 20 ottobre 2013 | Rovello Sgavisc | 75 – 46 | Lendinara Celtics |  |

| Rovello Porro 20 ottobre 2013 | Saronno Castor | 57 – 46 | Asti Redox |  |

| Rovello Porro 20 ottobre 2013 | Rovello Seran | 45 – 60 | Los Cornetteros Ferrara |  |

| Rovello Porro 20 ottobre 2013 | Saronno Pollux | 47 – 63 | Asti Redox |  |

| Rovello Porro 20 ottobre 2013 | Rovello Sgavisc | 65 – 62 | Los Cornetteros Ferrara |  |

| Rovello Porro 20 ottobre 2013 | Rovello Seran | 47 – 53 | Lendinara Celtics |  |

#### 2ª giornata
| 3 novembre 2013 | Varese Pirates | 47 – 63 | Rovello Sgavisc |  |

| 3 novembre 2013 | Bergamo Tchoukball | 56 – 50 | Rovello Seran |  |

| 3 novembre 2013 | Venegono Fiamme Ossidriche | 41 – 81 | Rovello Sgavisc |  |

| 3 novembre 2013 | Varese Pirates | 70 – 54 | Rovello Seran |  |

| 3 novembre 2013 | Bergamo Tchoukball | 47 – 67 | Rovello Sgavisc |  |

| 3 novembre 2013 | Venegono Fiamme Ossidriche | 52 – 63 | Rovello Seran |  |

| 3 novembre 2013 | Lendinara Celtics | 57 – 67 | Saronno Castor |  |

| 3 novembre 2013 | Los Cornetteros Ferrara | 75 – 37 | Saronno Pollux |  |

| 3 novembre 2013 | Lendinara Celtics | 62 – 57 | Saronno Pollux |  |

| 3 novembre 2013 | Los Cornetteros Ferrara | 60 – 58 | Saronno Castor |  |

#### 3ª giornata
| 10 novembre 2013 | Rovello Sgavisc | 69 – 46 | Rovello Seran |  |

| 10 novembre 2013 | Rovello Seran | 55 – 61 | Asti Redox |  |

| 10 novembre 2013 | Rovello Sgavisc | 68 – 53 | Asti Redox |  |

| 17 novembre 2013 | Bergamo Tchoukball | 58 – 71 | Lendinara Celtics |  |

| 17 novembre 2013 | Venegono Fiamme Ossidriche | 37 – 67 | Los Cornetteros Ferrara |  |

| 17 novembre 2013 | Varese Pirates | 63 – 66 | Lendinara Celtics |  |

| 17 novembre 2013 | Bergamo Tchoukball | 53 – 69 | Los Cornetteros Ferrara |  |

| 17 novembre 2013 | Venegono Fiamme Ossidriche | 42 – 63 | Lendinara Celtics |  |

| 17 novembre 2013 | Varese Pirates | 64 – 61 | Los Cornetteros Ferrara |  |

#### 4ª giornata
| 30 novembre 2013 | Asti Redox | 62 – 49 | Bergamo Tchoukball |  |

| 1º dicembre 2013 | Asti Redox | 70 – 51 | Venegono Fiamme Ossidriche |  |

| 1º dicembre 2013 | Bergamo Tchoukball | 45 – 70 | Varese Pirates |  |

| 1º dicembre 2013 | Venegono Fiamme Ossidriche | 56 – 64 | Bergamo Tchoukball |  |

| 1º dicembre 2013 | Asti Redox | 55 – 56 | Varese Pirates |  |

| 9 febbraio 2014 | Varese Pirates | 75 – 38 | Venegono Fiamme Ossidriche |  |

| 1º dicembre 2013 | Saronno Castor | 59 – 62 | Rovello Sgavisc |  |

| 1º dicembre 2013 | Saronno Pollux | 58 – 53 | Rovello Seran |  |

| 1º dicembre 2013 | Saronno Castor | 64 – 42 | Rovello Seran |  |

| 1º dicembre 2013 | Saronno Pollux | 38 – 70 | Rovello Sgavisc |  |

#### 5ª giornata
| 12 gennaio 2014 | Bergamo Tchoukball | 40 – 68 | Saronno Castor |  |

| 12 gennaio 2014 | Venegono Fiamme Ossidriche | 42 – 57 | Saronno Pollux |  |

| 12 gennaio 2014 | Varese Pirates | 59 – 67 | Saronno Castor |  |

| 12 gennaio 2014 | Bergamo Tchoukball | 61 – 61 | Saronno Pollux |  |

| 12 gennaio 2014 | Venegono Fiamme Ossidriche | 38 – 77 | Saronno Castor |  |

| 12 gennaio 2014 | Varese Pirates | 66 – 37 | Saronno Pollux |  |

| 12 gennaio 2014 | Los Cornetteros Ferrara | 60 – 48 | Lendinara Celtics |  |

| 12 gennaio 2014 | Lendinara Celtics | 48 – 63 | Asti Redox |  |

| 12 gennaio 2014 | Los Cornetteros Ferrara | 55 – 49 | Asti Redox |  |

#### 6ª giornata
| 26 gennaio 2014 | Asti Redox | 57 – 47 | Saronno Pollux |  |

| 26 gennaio 2014 | Saronno Pollux | 40 – 58 | Saronno Castor |  |

| 26 gennaio 2014 | Asti Redox | 50 – 62 | Saronno Castor |  |

| 26 gennaio 2014 | Los Cornetteros Ferrara | 75 – 45 | Rovello Seran |  |

| 26 gennaio 2014 | Lendinara Celtics | 48 – 58 | Rovello Sgavisc |  |

| 26 gennaio 2014 | Los Cornetteros Ferrara | 60 – 62 | Rovello Sgavisc |  |

| 26 gennaio 2014 | Lendinara Celtics | 65 – 43 | Rovello Seran |  |

#### 7ª giornata
| 9 febbraio 2014 | Rovello Sgavisc | 64 – 35 | Venegono Fiamme Ossidriche |  |

| 9 febbraio 2014 | Rovello Seran | 63 – 58 | Bergamo Tchoukball |  |

| 9 febbraio 2014 | Rovello Sgavisc | 68 – 58 | Varese Pirates |  |

| 9 febbraio 2014 | Rovello Seran | 62 – 44 | Venegono Fiamme Ossidriche |  |

| 9 febbraio 2014 | Rovello Sgavisc | 64 – 39 | Bergamo Tchoukball |  |

| 9 febbraio 2014 | Rovello Seran | 45 – 69 | Pirates Varese |  |

| 9 marzo 2014 | Saronno Castor | 54 – 56 | Los Cornetteros Ferrara |  |

| 9 marzo 2014 | Saronno Pollux | 48 – 48 | Lendinara Celtics |  |

| 9 marzo 2014 | Saronno Castor | 60 – 53 | Lendinara Celtics |  |

| 9 marzo 2014 | Saronno Pollux | 40 – 64 | Los Cornetteros Ferrara |  |

#### 8ª giornata
| 23 febbraio 2014 | Lendinara Celtics | 66 – 54 | Bergamo Tchoukball |  |

| 23 febbraio 2014 | Los Cornetteros Ferrara | 71 – 38 | Venegono Fiamme Ossidriche |  |

| 23 febbraio 2014 | Lendinara Celtics | 52 – 49 | Varese Pirates |  |

| 23 febbraio 2014 | Los Cornetteros Ferrara | 76 – 46 | Bergamo Tchoukball |  |

| 23 febbraio 2014 | Lendinara Celtics | 63 – 35 | Venegono Fiamme Ossidriche |  |

| 23 febbraio 2014 | Los Cornetteros Ferrara | 61 – 58 | Varese Pirates |  |

| 2 marzo 2014 | Asti Redox | 57 – 48 | Rovello Seran |  |

| 20 febbraio 2014 | Rovello Seran | 48 – 60 | Rovello Sgavisc |  |

| 2 marzo 2014 | Asti Redox | 61 – 64 | Rovello Sgavisc |  |

#### 9ª giornata
| 16 marzo 2014 | Venegono Fiamme Ossidriche | 52 – 67 | Varese Pirates |  |

| 16 marzo 2014 | Bergamo Tchoukball | 51 – 57 | Asti Redox |  |

| 15 marzo 2014 | Venegono Fiamme Ossidriche | 47 – 60 | Asti Redox |  |

| 16 marzo 2014 | Varese Pirates | 62 – 45 | Bergamo Tchoukball |  |

| 16 marzo 2014 | Varese Pirates | 60 – 59 | Asti Redox |  |

| 16 marzo 2014 | Bergamo Tchoukball | 59 – 55 | Venegono Fiamme Ossidriche |  |

| 20 marzo 2014 | Rovello Sgavisc | 61 – 60 | Saronno Castor |  |

| 16 marzo 2014 | Rovello Seran | 62 – 48 | Saronno Pollux |  |

| 16 marzo 2014 | Rovello Sgavisc | 69 – 44 | Saronno Pollux |  |

| 16 marzo 2014 | Rovello Seran | 51 – 61 | Saronno Castor |  |

#### 10ª giornata
| 6 aprile 2014 | Saronno Castor | 78 – 32 | Venegono Fiamme Ossidriche |  |

| 6 aprile 2014 | Saronno Pollux | 55 – 58 | Bergamo Tchoukball |  |

| 6 aprile 2014 | Saronno Castor | 54 – 50 | Varese Pirates |  |

| 6 aprile 2014 | Saronno Pollux | 61 – 54 | Venegono Fiamme Ossidriche |  |

| 6 aprile 2014 | Saronno Castor | 48 – 55 | Bergamo Tchoukball |  |

| 6 aprile 2014 | Saronno Pollux | 48 – 55 | Varese Pirates |  |

| 6 aprile 2014 | Asti Redox | 54 – 63 | Lendinara Celtics |  |

| 6 aprile 2014 | Lendinara Celtics | 60 – 61 | Los Cornetteros Ferrara |  |

| 6 aprile 2014 | Asti Redox | 52 – 66 | Los Cornetteros Ferrara |  |

### Classifica
La classifica della regular season è la seguente:
- Pt. = punti, G = partite giocate, V = partite vinte, N = partite pareggiate, P = partite perse, PF = punti fatti, PS = punti subiti
- La qualificazione ai playoff è indicata in verde
- Le partecipanti ai Playout per la permanenza in Serie A sono indicate in giallo
- La squadra retrocessa è indicata in rosso

|  | Pos. | Squadra                    | Pt. | G  | V  | N | P  | PF | PS |
|  | ---- | -------------------------- | --- | -- | -- | - | -- | -- | -- |
|  | 1    | Rovello Sgavisc            | 36  | 18 | 18 | 0 | 0  |    |    |
|  | 2    | Los Cornetteros Ferrara    | 30  | 18 | 15 | 0 | 3  |    |    |
|  | 3    | Saronno Castor             | 28  | 18 | 14 | 0 | 4  |    |    |
|  | 4    | Varese Pirates             | 22  | 18 | 11 | 0 | 7  |    |    |
|  | 5    | Lendinara Celtics          | 21  | 18 | 10 | 1 | 7  |    |    |
|  | 6    | Asti Redox                 | 18  | 18 | 9  | 0 | 9  |    |    |
|  | 7    | Bergamo Tchoukball         | 9   | 18 | 4  | 1 | 13 |    |    |
|  | 8    | Rovello Seran              | 8   | 18 | 4  | 0 | 14 |    |    |
|  | 9    | Saronno Pollux             | 8   | 18 | 3  | 2 | 13 |    |    |
|  | 10   | Venegono Fiamme Ossidriche | 0   | 18 | 0  | 0 | 18 |    |    |

## Playoff e playout
|  | Semifinali              | Semifinali              | Semifinali              |                         |                 | Finale             | Finale             | Finale             |  |
|  |                         |                         |                         |                         |                 |                    |                    |                    |  |
|  | Rovello Sgavisc         | Rovello Sgavisc         | 72                      |                         |                 |                    |                    |                    |  |
|  | Rovello Sgavisc         | Rovello Sgavisc         | 72                      |                         |                 |                    |                    |                    |  |
|  | Varese Pirates          | Varese Pirates          | 51                      |                         |                 |                    |                    |                    |  |
|  | Varese Pirates          | Varese Pirates          | 51                      |                         | Rovello Sgavisc | Rovello Sgavisc    | 59                 |                    |  |
|  |                         |                         |                         |                         | Rovello Sgavisc | Rovello Sgavisc    | 59                 |                    |  |
|  |                         |                         | Los Cornetteros Ferrara | Los Cornetteros Ferrara | 52              |                    |                    |                    |  |
|  | Los Cornetteros Ferrara | Los Cornetteros Ferrara | Los Cornetteros Ferrara | Los Cornetteros Ferrara | 52              | 62                 |                    |                    |  |
|  | Los Cornetteros Ferrara | Los Cornetteros Ferrara |                         |                         |                 | 62                 |                    |                    |  |
|  | Saronno Castor          | Saronno Castor          | 61                      |                         |                 | Finale 3º-4º posto | Finale 3º-4º posto | Finale 3º-4º posto |  |
|  | Saronno Castor          | Saronno Castor          | 61                      |                         |                 |                    |                    |                    |  |
|  |                         |                         |                         |                         |                 |                    |                    |                    |  |
|  |                         |                         |                         |                         |                 | Varese Pirates     | Varese Pirates     | 48                 |  |
|  |                         |                         |                         |                         |                 | Varese Pirates     | Varese Pirates     | 48                 |  |
|  |                         |                         |                         |                         |                 | Saronno Castor     | Saronno Castor     | 65                 |  |

### Semifinali
| Rovello Porro 27 aprile 2014, ore 9:00 | Rovello Sgavisc | 72 – 51 | Varese Pirates |  |

| Rovello Porro 27 aprile 2014, ore 10:10 | Los Cornetteros Ferrara | 62 – 61 | Saronno Castor |  |

### Playout
| Rovello Porro 27 aprile 2014, ore 11:20 | Rovello Seran | 68 – 58 | Caronno Sharks |  |

| Rovello Porro 27 aprile 2014, ore 12:30 | Saronno Pollux | 58 – 56 | White Wallers Empoli |  |

### Finale 3º - 4º posto
| Rovello Porro 27 aprile 2014, ore 15:00 | Saronno Castor | 65 – 48 | Varese Pirates |  |

### Finale
| Rovello Porro 27 aprile 2014, ore 17:00 | Rovello Sgavisc | 59 – 52 | Los Cornetteros Ferrara |  |

## Verdetti
- Rovello Sgavisc Campioni d'Italia 2013-2014
- Rovello Sgavisc, Los Cornetteros Ferrara e Saronno Castor qualificati alla European Winners Cup 2015
- Varese Pirates e Asti Redox qualificati alla European Tchoukball Silver Cup 2015
- Venegono Fiamme Ossidriche retrocessi in Serie B 2014-2015